# Neumagen-Dhron
Neumagen-Dhron – miejscowość i gmina w Niemczech, w kraju związkowym Nadrenia-Palatynat, w powiecie Bernkastel-Wittlich, wchodzi w skład gminy związkowej Bernkastel-Kues. Do 31 grudnia 2011 gmina była siedzibą gminy związkowej Neumagen-Dhron, która dzień późnej została rozwiązana.